# Caroline Tomaz
Caroline de Melo Tomaz (* 29. Juli 1994) ist eine brasilianische Hürdenläuferin, die sich auf die 100-Meter-Distanz spezialisiert hat. 2023 wurde sie über diese Distanz Südamerikameisterin.

## Sportliche Laufbahn
Erste internationale Erfahrungen sammelte Caroline Tomaz im Jahr 2023, als sie bei den Südamerikameisterschaften in São Paulo in 13,26 s die Goldmedaille im 100-Meter-Hürdenlauf gewann. Anschließend schied sie bei den Weltmeisterschaften in Budapest mit 13,59 s in der ersten Runde aus. Ende Oktober kam sie bei den Panamerikanischen Spielen in Santiago de Chile mit 13,62 s nicht über den Vorlauf hinaus und belegte mit der brasilianischen 4-mal-100-Meter-Staffel in 44,67 s den fünften Platz. Im Jahr darauf schied sie bei den Hallenweltmeisterschaften in Glasgow mit 8,46 s in der ersten Runde über 60 m Hürden aus.
2023 wurde Tomaz brasilianische Meisterin im 100-Meter-Hürdenlauf.

## Persönliche Bestzeiten
- 100 m Hürden: 13,23 s (+0,2 m/s), 7. Juli 2023 in Cuiabá
  - 60 m Hürden: 8,46 s, 3. März 2024 in Glasgow